# ابن خطاب
سمیر صالح عبدالله السویلم  (14 آوریل 1969 - 20 مارس 2002)، که عموماً با نام ابن خطاب شناخته می‌شود ،  یک مبارز پان‌اسلامیست متولد عربستان سعودی بود .  او بیشتر به خاطر مشارکتش در جنگ اول و دوم چچن شناخته می‌شود، که پس از نقل مکان به چچن به دعوت برادران احمدوف در آن شرکت کرد .

## زندگینامه

### اوایل زندگی
پیشینه خطاب موضوع بحث است، برخی منابع سال تولد او را 1963 در اردن و نام اصلی او را حبیب عبدالرحمن ابن خطاب، در خانواده‌ای با اصالت اردنی-چرکی می‌دانند .  ادعای دیگری می‌گوید که خطاب در سال 1969 با نام سمیر بن صلاح السویلم در عرعر، عربستان سعودی، از پدری بادیه‌نشین از قبیله عرب السویلم، که آن هم در اردن یافت می‌شود، و مادری از تبار ترکمن‌های سوری متولد شده است. صرف نظر از این ادعاها، خطاب خود را عرب معرفی کرد و بعداً عربستان سعودی و اردن را به عنوان کشورهای خود برگزید. 
او به عنوان یک دانش‌آموز درخشان توصیف می‌شد که در آزمون دبیرستان ۹۴ درصد نمره کسب کرد و در ابتدا می‌خواست تحصیلات عالی خود را در ایالات متحده ادامه دهد ، اگرچه برخلاف خواهر و برادرانش، از قبل به نشریات و نوارهای اسلامی علاقه داشت، تا جایی که آنها نام او را به نام خلیفه دوم عمر بن خطاب تغییر دادند . او این عنوان را در طول فعالیت‌های ستیزه‌جویانه خود که در سال ۱۹۸۷ با پیوستن به اعراب افغان علیه نیروهای دولتی افغانستان و ارتش شوروی آغاز شد، حفظ کرد .

### افغاستان
خطاب در سن 17 سالگی، عربستان سعودی را ترک کرد تا در جنگ علیه نیروهای جمهوری افغانستان و اتحاد جماهیر شوروی در طول جنگ شوروی-افغانستان و جنگ داخلی افغانستان پس از آن شرکت کند . در این مدت، او پس از تصادف با بمب‌های کنار جاده‌ای، بخش عمده‌ای از دست راست خود را از دست داد. او هرگز به بیمارستان مراجعه نکرد و طبق طب نبوی ، خودش با استفاده از عسل آن را درمان کرد .  او در نبرد نافرجام جلال آباد در سال 1989 شرکت کرد .
خطاب، در حالی که رهبر تیپ بین‌المللی اسلامی بود، علناً اعتراف کرد که دوره بین سال‌های 1989 تا 1994 را در افغانستان گذرانده و با اسامه بن لادن و ظواهری ملاقات کرده است . در مارس 1994، خطاب به افغانستان رسید و از اردوگاه‌های آموزشی جنگجویان در استان خوست بازدید کرد . او در ماه مه 1994 با اولین گروه از شبه‌نظامیان چچنی به افغانستان بازگشت . خطاب در افغانستان آموزش دید و ارتباطات نزدیکی با القاعده داشت . در نهایت چند صد چچنی در اردوگاه‌های القاعده در افغانستان آموزش دیدند.

### آذربایجان، تاجیکستان و بوسنی و هرزگوین
منابع ارمنی ادعا می‌کنند که در سال ۱۹۹۲ او یکی از داوطلبان چچنی بسیاری بود که به آذربایجان در منطقه درگیر جنگ قره باغ کوهستانی کمک کرد، جایی که گفته می‌شود با شامیل باسایف ملاقات کرده است . با این حال، وزارت دفاع آذربایجان هرگونه دخالت خطاب در جنگ اول قره باغ کوهستانی را تکذیب کرد . 
از سال ۱۹۹۳ تا ۱۹۹۵، خطاب برای جنگیدن در کنار مخالفان اسلامی در جنگ داخلی تاجیکستان، آنجا را ترک کرد . قبل از عزیمت به تاجیکستان در سال ۱۹۹۴، خطاب به عبدالکریم خضر یک خرگوش خانگی هدیه داد که بلافاصله نام خطاب را بر آن نهادند. 
خطاب در مصاحبه‌ای اشاره کرد که در جنگ بوسنی نیز شرکت داشته است . بخشی از این مصاحبه که در آن او این جمله را بیان می‌کند، در مستند بی‌بی‌سی در سال 2004 با عنوان «بوی بهشت» قابل مشاهده است ، هرچند او نقش دقیق خود یا مدت حضورش در آنجا را مشخص نکرد. 

### روسیه

#### جنگ اول چچن
به گفته برادر خطاب، او اولین بار در سال 1995 از طریق یک کانال تلویزیونی افغانستان درباره درگیری‌های چچن شنید؛ در همان سال، او به عنوان خبرنگار تلویزیونی وارد چچن شد. او به عنوان پیشگام در تولید فیلم‌های ویدئویی از عملیات جنگی شورشیان چچن به منظور کمک به تلاش‌های جمع‌آوری کمک‌های مالی و همچنین جذب نیرو در سطح بین‌المللی شناخته می‌شود و خود او در سال 1996 زمانی که خودش از کمین علیه یک ستون زرهی روسی در شاتوی فیلمبرداری کرد، به شهرت رسید .  مدت کوتاهی پس از ورودش، او با یک زن لک از داغستان، خواهر نادر خاچیلیف ، اسلام‌گرا و رهبر اتحادیه مسلمانان روسیه، ازدواج کرد. این ازدواج به عنوان راهی برای بین‌المللی کردن مبارزه چچن در نظر گرفته شده است. 
در طول جنگ اول چچن ، خطاب در نبرد با نیروهای فدرال روسیه شرکت کرد و به عنوان واسطه مالی بین منابع مالی مسلمانان خارجی و جنگجویان محلی عمل کرد. برای کمک به تأمین بودجه و گسترش پیام مقاومت، او اغلب حداقل با یک فیلمبردار همراه بود.
واحدهای او به خاطر چندین کمین ویرانگر علیه ستون‌های روسی در کوه‌های چچن مورد تقدیر قرار گرفتند. اولین اقدام او کمین اکتبر 1995 به یک کاروان روسی بود که منجر به کشته شدن 47 سرباز شد.  خطاب به خاطر کمین آوریل 1996 خود به یک ستون زرهی بزرگ در تنگه باریک یاریشماردی، نزدیک شاتوی ، که منجر به کشته شدن تا 100 سرباز و انهدام حدود دو یا سه دوجین وسیله نقلیه شد، شهرت اولیه و بدنامی زیادی در روسیه به دست آورد.  در کمین دیگری، در نزدیکی ودنو ، حداقل 28 سرباز روسی کشته شدند. 
در سال 1996، به دستور اصلان مسخدوف، رئیس جمهور چچن ، خطاب به عنوان رئیس مرکز آموزش نظامی جبهه مرکزی نیروهای مسلح چچن منصوب شد . 
در جریان جنگ، شامیل باسایف به نزدیکترین متحد و دوست شخصی خطاب تبدیل شد. او همچنین با زلیخان یانداربیف مرتبط بود، کسی که دو تا از بالاترین جوایز نظامی چچن، نشان افتخار و مدال جنگجوی شجاع، را به خطاب اعطا کرد و در سال 1997 او را به درجه ژنرالی ارتقا داد . 
یک فرمانده ارشد چچنی به نام ایزمائیلوف به مطبوعات گفت که چگونه خطاب با استناد به قرآن ، زمانی که در پایان جنگ چچنی‌ها می‌خواستند کسانی را که خائن می‌دانستند، تیرباران کنند، مردم را به خویشتنداری دعوت کرد. 

#### فعالیت در جمهوری چچن ایچکریا
پس از پایان جنگ، خطاب که در آن زمان به درخواست روسیه تحت تعقیب اینترپل بود، به یک جنگ‌سالار برجسته تبدیل شد و فرماندهی مجاهدین چچن ، ارتش خصوصی خود را با گروهی از اعراب، ترک‌ها، چچنی‌ها، کردها و دیگر جنگجویان خارجی که برای شرکت در جنگ آمده بودند، بر عهده گرفت. او شبکه‌ای از اردوگاه‌های شبه‌نظامی را در مناطق کوهستانی جمهوری ایجاد کرد که نه تنها چچنی‌ها، بلکه مسلمانان جمهوری‌های قفقاز شمالی روسیه و آسیای مرکزی را نیز آموزش می‌داد .
در 22 دسامبر 1997، بیش از یک سال پس از امضای پیمان خاساو-یورت و پایان جنگ اول در چچن، مجاهدین و گروهی از شورشیان داغستانی به پایگاه تیپ زرهی 136 لشکر 58 ارتش روسیه در بویناکسک ، داغستان حمله کردند . 

#### جنگ در داغستان
در سال ۱۹۹۸، خطاب به همراه شامیل باسایف ، مجلس شورای مجاهدین متحد (شورای مشورتی رزمندگان مقدس متحد)، کنگره خلق‌های داغستان و ایچکریا، هنگ ویژه اسلامی (SPIR)، تیپ بین‌المللی اسلامی حافظ صلح (IIPB) (که با نام ارتش اسلامی حافظ صلح نیز شناخته می‌شود) و گروهی از بمب‌گذاران انتحاری زن، گردان شناسایی و خرابکاری ریاض-سالیخین شهدای چچن را ایجاد یا سازماندهی مجدد کرد .  در اوت-سپتامبر ۱۹۹۹، آنها تهاجمات IIPB به داغستان را رهبری کردند که منجر به کشته شدن حداقل چند صد نفر شد و عملاً جنگ دوم چچن را آغاز کرد .

#### بمب‌گذاری‌های آپارتمانی روسیه در سال ۱۹۹۹
تحقیقات سرویس امنیت فدرال فدراسیون روسیه (FSB) خطاب را به عنوان مغز متفکر بمب‌گذاری‌های آپارتمان‌های روسیه در سپتامبر 1999 معرفی کرد .  با این حال، در 14 سپتامبر 1999، خطاب به خبرگزاری اینترفاکس روسیه در گروزنی گفت که هیچ ارتباطی با انفجارهای مسکو ندارد ؛ از او نقل قول شده است: «ما دوست نداریم شبیه کسانی باشیم که غیرنظامیان خوابیده را با بمب و گلوله می‌کشند.»
برخی از روزنامه‌نگاران و مورخان، چه غربی و چه روسی، ادعا کرده‌اند که این بمب‌گذاری‌ها در واقع یک حمله « پرچم دروغین » بوده که توسط FSB انجام شده تا از سرگیری فعالیت‌های نظامی در چچن را مشروعیت بخشد . از جمله آنها می‌توان به دیوید ساتر ، محقق دانشگاه جانز هاپکینز ،  مورخانی مانند یوری فلستینسکی ،  ایمی نایت  و کارن داویشا ،  و افسر سابق FSB، الکساندر لیتویننکو ، که گمان می‌رود توسط مأموران روسی در لندن مسموم شده باشد، اشاره کرد .
با این حال، حمله به داغستان در اوت ۱۹۹۹ اولین و اصلی‌ترین دلیل جنگ دوم چچن بود.

#### جنگ دوم چچن
در جریان جنگ سال ۲۰۰۰، خطاب رهبری مجاهدین چچن را به دست گرفت و در رهبری شبه‌نظامیان خود علیه نیروهای روسی در چچن، و همچنین مدیریت هجوم جنگجویان خارجی و پول و همچنین برنامه‌ریزی حملات در روسیه شرکت داشت.
او در طول این سال چندین حمله ویرانگر را رهبری یا فرماندهی کرد، مانند نبرد کوهستانی که حداقل 67 چترباز روسی را کشت ،  و حمله به کاروان OMON در نزدیکی ژانی-ودنو که حداقل 3 سرباز وزارت کشور روسیه را کشت.  در طول جنگ، او ویدیوی جهنم روسی را تولید کرد که شکنجه و اعدام سربازان روسی را به نمایش می‌گذارد و بعداً در بین شبه‌نظامیان اسلام‌گرا در سطح بین‌المللی محبوب شد. 
خطاب بعداً از یک گلوله کالیبر سنگین به شکم و یک انفجار مین جان سالم به در برد .

## مرگ و میراث
خطاب در 20 مارس 2002 بر اثر مسمومیت درگذشت، زمانی که یک پیام‌رسان داغستانی که توسط سرویس امنیت فدرال روسیه استخدام شده بود ، روز قبل نامه‌ای مسموم به خطاب داد . منابع چچنی گفتند که این نامه با "یک عامل عصبی سریع‌الاثر ، احتمالاً سارین یا یک مشتق" پوشانده شده بود.  پیام‌رسان، یک جاسوس دوجانبه داغستانی معروف به ابراهیم آلاوری، توسط سرویس امنیت فدرال روسیه در مأموریت معمول پیک خود تحویل داده شد. خطاب نامه‌هایی از مادرش در عربستان سعودی دریافت می‌کرد و سرویس امنیت فدرال روسیه این را مناسب‌ترین زمان برای کشتن خطاب دانست. گزارش شده است که عملیات استخدام و تبدیل ابراهیم آلاوری به کار برای سرویس امنیت فدرال روسیه و تحویل نامه مسموم، حدود شش ماه طول کشیده است. طبق گزارش‌ها، آلاوری یک ماه بعد در باکو ، آذربایجان به دستور شامیل باسایف ردیابی و کشته شد .  امیر ابو الولید جانشین ابن الخطاب شد . 
زمانی که عمر محمد علی الرماح ، زندانی یمنی در خلیج گوانتانامو ، با این ادعا مواجه شد که شاهد کشته شدن خطاب در یک کمین در دویسی ، روستایی در دره پانکیسی گرجستان در 28 آوریل 2002 بوده است، به دروغ گزارش شد که او مرده است. 
« خطابکا » (хаттабка) اکنون نامی محبوب در روسیه و چچن برای نارنجک دستی دست‌ساز است که از نارنجک‌های VOG-17 یا VOG-25 ساخته می‌شود . 
به دلیل مخالفت شدید و فداکاری‌اش علیه روسیه، به او لقب شیر چچن داده بودند .

### رابطه با اسامه بن لادن
طبق گفته فواز جرجیس که به خاطرات سیف العادل و ابو ولید المصری استناد کرده است ، ابن خطاب و اسامه بن لادن گروه‌های جداگانه‌ای را اداره می‌کردند، زیرا دشمن را متفاوت تعریف می‌کردند، اما سعی می‌کردند یکدیگر را به سمت برنامه‌های جنگی خود بکشانند.  بخشی از علاقه بن لادن تلاش برای دستیابی به سلاح‌های کشتار جمعی (یا حداقل بمب‌های کثیف ) از زرادخانه روسیه از طریق تماس‌های الخطاب بود. 
به گفته ریچارد ای. کلارک ، « بن لادن کهنه سربازان عرب افغان، پول و اسلحه را برای ابن خطاب، همتای سعودی خود در چچن فرستاد، که به نظر می‌رسید صحنه‌ای ایده‌آل برای جهاد باشد.» 